# أزمة غرفة النوم

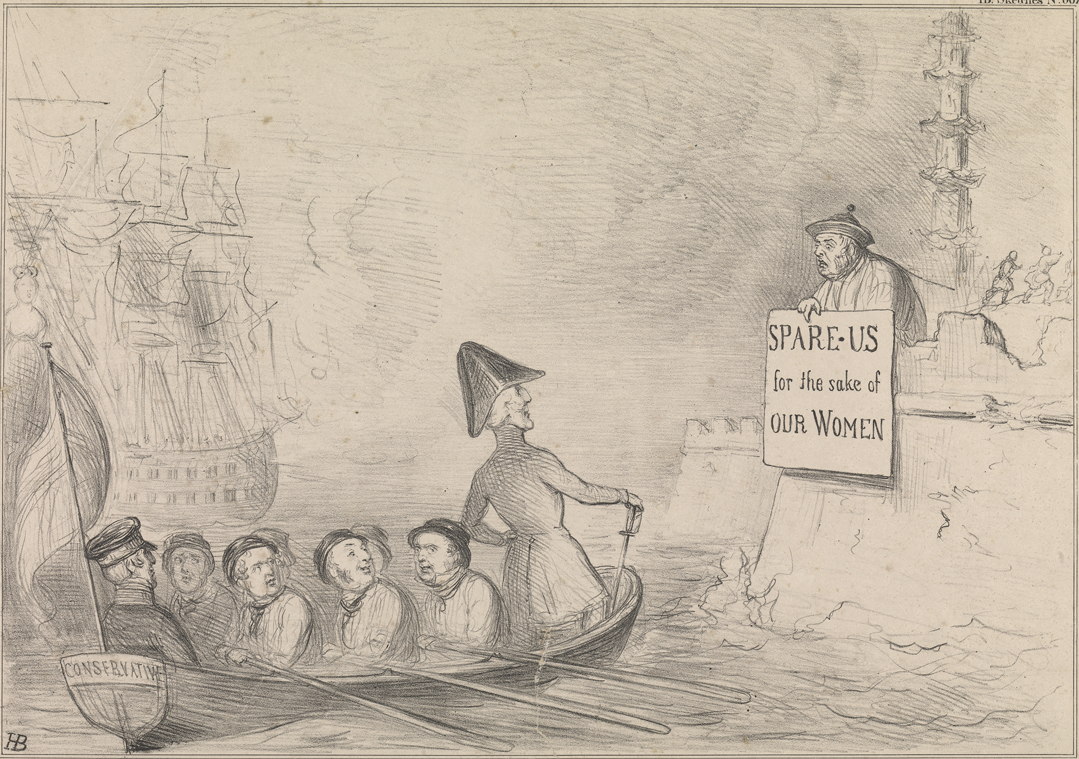
هجاء الأزمة بواسطة جون دويل، 31 ديسمبر 1840

أزمة غرفة النوم (بالإنجليزية: Bedchamber crisis)‏ هي أزمة حدثت في 7 مايو 1839 بعد أن أعلن السياسي اليميني وليام لامب عزمه على الاستقالة من منصب رئيس وزراء المملكة المتحدة بعد تمرير مشروع قانون حكومي بهامش ضيق للغاية من خمسة أصوات فقط في مجلس العموم. بعد بعض التحركات الخاطئة نحو رئيس وزراء بديل لحزب المحافظين وحكومة محافظة، تمت إعادة اللورد ملبورن حتى انتخابات عام 1841، عندما تولى حزب المحافظين زمام الأمور.